# みなみけ3姉妹
みなみけ3姉妹（みなみけさんしまい）は、テレビアニメ『みなみけ』、『みなみけ〜おかわり〜』、『みなみけ おかえり』に登場する主役・南家3姉妹役の出演声優で構成された声優ユニット。

## 概要
同アニメのオープニングテーマやエンディングテーマを歌っている。また、キャラクターソングアルバムとして『みなみけ びより』、ミニアルバムとして『春夏秋登場!!』などがある。
この他、『みなみけ』関連のイベントやインターネットラジオ『みなみけのみなきけ』、『みなきけ おかえり』などにも出演。

## メンバー
| 声優       | キャラクター |
| ---------- | ------------ |
| 佐藤利奈   | 南春香       |
| 井上麻里奈 | 南夏奈       |
| 茅原実里   | 南千秋       |

## 出演
テレビアニメ（テレビ東京系列）
- 『みなみけ』（2007年10月 - 12月）
- 『みなみけ〜おかわり〜』（2008年1月 - 3月）
- 『みなみけ おかえり』（2009年1月 - 3月）
- 『みなみけ ただいま』（2013年1月 - 3月）

インターネットラジオ（アニメイトTV）
- 『みなみけのみなきけ』（2007年9月28日 - 2008年5月30日）
- 『みなきけ おかえり』（2009年1月9日 - 2009年7月31日）
- 『みなみけのみなきけ おさらい』（2012年10月7日 - 2012年12月30日）
- 『みなみけのみなきけ ただいま』（2013年1月6日 - 2013年3月31日）

## ディスコグラフィー

### シングル
| 枚 | 発売日         | タイトル                  | 備考                                                   |
| -- | -------------- | ------------------------- | ------------------------------------------------------ |
| 1  | 2007年10月24日 | 経験値上昇中☆             | テレビアニメ『みなみけ』オープニングテーマ             |
| 2  | 2007年11月21日 | カラフルDAYS              | テレビアニメ『みなみけ』エンディングテーマ             |
| 3  | 2008年1月23日  | ココロノツバサ            | テレビアニメ『みなみけ〜おかわり〜』オープニングテーマ |
| 4  | 2008年2月6日   | その声が聴きたくて        | テレビアニメ『みなみけ〜おかわり〜』エンディングテーマ |
| 5  | 2009年1月21日  | 経験値速上々↑↑            | テレビアニメ『みなみけ おかえり』オープニングテーマ    |
| 6  | 2009年1月21日  | 絶対カラフル宣言          | テレビアニメ『みなみけ おかえり』エンディングテーマ    |
| 7  | 2013年1月23日  | シアワセ☆ハイテンション↑↑ | テレビアニメ『みなみけ ただいま』オープニングテーマ    |
| 8  | 2013年1月23日  | 急接近ラッキーDAYS        | テレビアニメ『みなみけ ただいま』ンディングテーマ      |

### アルバム
| 枚 | 発売日         | タイトル                                  |
| -- | -------------- | ----------------------------------------- |
| 1  | 2008年4月23日  | みなみけ びより                           |
| 2  | 2008年12月17日 | 春夏秋登場!!                              |
| 3  | 2008年12月17日 | みなみけ きゃらくたーそんぐべすとあるばむ |
| 4  | 2013年4月24日  | みなみけのみなうた                        |

### 映像作品
| 枚 | 発売日        | タイトル                                | 備考                                                           |
| -- | ------------- | --------------------------------------- | -------------------------------------------------------------- |
| 1  | 2009年4月22日 | みなみけ!5の2!歌祭りだょ!放課後大爆発!! | 2009年2月1日に行われた横浜BLITZでのライブの模様を収録したDVD。 |